# Trygonoptera testacea
Trygonoptera testacea är en rockeart som beskrevs av Müller och Henle 1841. Trygonoptera testacea ingår i släktet Trygonoptera och familjen Urolophidae. IUCN kategoriserar arten globalt som livskraftig. Inga underarter finns listade i Catalogue of Life.